# 亀岡崇
亀岡 崇（かめおか たかし、1891年6月30日 - 1954年12月26日）は、日本の洋画家。東京都出身。

## 来歴
1891年6月30日、東京府東京市赤坂区青山に生まれる。父は陸軍工兵中佐・従五位・勲四等の亀岡為定。陸地測量部課長等を歴任し、大正9年12月3日没。祖父は幕臣の亀岡平次で、曽祖父の樋田豊治も幕臣であった。母は旧幕臣・上田登代。父方の従兄に陸軍中将・杉原美代太郎、陸軍中将・黒澤準がいる。また母方の従兄に海軍中将・上田宗重がいる。
府立一中を経て東京美術学校卒業。岡田三郎助、黒田清輝の門下。在学中に中村彝と知り合い交遊を結ぶ。彝の名作「友の像」のモデルとなる。第1回より欠かさず二科展に出品。傍らリグレー日本支社の役員を勤めた。
1930年、東京音楽学校助教授でバイオリニストの奥村艶子と結婚。芸術家同士の結婚というので話題となったが、1939年に艶子が死去。以後全く画壇と縁を断ち沈黙の後半生を送った。1954年12月26日、長野県の田舎で死去。戒名は智惠光院日崇居士で、亀岡姓ではなく奥村姓となっている。墓所は新宿区の常圓寺。晩年は周囲の中高生に英語の勉強を見てやり、英語の先生として親しまれていた。